# Ascoli Calcio 1898 2007-2008
Questa voce raccoglie le informazioni riguardanti l'Ascoli Calcio 1898 nelle competizioni ufficiali della stagione 2007-2008.

## Stagione
Nella stagione 2007-2008 l'Ascoli disputa il campionato cadetto, con 62 punti ha ottenuto l'ottava posizione. L'Ascoli passata nelle mani del tecnico Ivo Iaconi fatica nel girone di andata, nel quale raccoglie comunque 27 punti, assestandosi a metà classifica. Nel girone di ritorno mette insieme il discreto bottino di 35 punti, che lo proiettano in una zona di assoluta tranquillità, anche se lontano una decina di punti dai Play-off. Salgono in Serie A il Chievo ed il Bologna diretti, mentre il Lecce sale vincendo i Play-off. Nell'Ascoli di questa stagione si sono messi in evidenza tre attaccanti, Andrea Soncin autore di 18 reti in campionato e 2 in Coppa Italia, Marco Bernacci con 16 centri in campionato e Stefano Guberti autore di 3 reti in Coppa Italia e 7 in campionato. Nella Coppa Italia i bianconeri nel primo turno hanno avuto la meglio sull'Avellino, nel secondo turno hanno superato il Genoa, nel terzo turno si sono imposti sull'Atalanta, questi primi tre turni erano ad eliminazione diretta, per poi trovare disco rosso nel doppio turno degli ottavi di finale, eliminati dalla Fiorentina.

## Rosa
| N. |                    | Ruolo | Calciatore           |
| -- | ------------------ | ----- | -------------------- |
| 1  | Italia (bandiera)  | P     | Massimo Taibi        |
| 3  | Italia (bandiera)  | D     | Andrea Giallombardo  |
| 4  | Italia (bandiera)  | C     | Luca Belingheri      |
| 5  | Italia (bandiera)  | D     | Michelangelo Minieri |
| 5  | Italia (bandiera)  | C     | Davide Saverino      |
| 6  | Italia (bandiera)  | D     | Massimo Melucci      |
| 7  | Italia (bandiera)  | C     | Stefano Guberti      |
| 8  | Italia (bandiera)  | C     | Luis Fernando Centi  |
| 9  | Italia (bandiera)  | A     | Riccardo Maniero     |
| 10 | Italia (bandiera)  | A     | Giampietro Perrulli  |
| 11 | Italia (bandiera)  | A     | Marco Bernacci       |
| 12 | Italia (bandiera)  | P     | Marco Paoloni        |
| 13 | Grecia (bandiera)  | D     | Evangelos Nastos     |
| 14 | Italia (bandiera)  | C     | Daniele Di Donato    |
| 18 | Italia (bandiera)  | C     | Simone Pesce         |
| 19 | Italia (bandiera)  | C     | Vincenzo Sommese     |
| 20 | Camerun (bandiera) | C     | Thomas Job           |
| 21 | Italia (bandiera)  | C     | Andrea Luci          |
| 22 | Italia (bandiera)  | D     | Antonio Aquilanti    |

| N. |                     | Ruolo | Calciatore           |
| -- | ------------------- | ----- | -------------------- |
| 23 | Italia (bandiera)   | D     | Angelo Siniscalchi   |
| 24 | Italia (bandiera)   | D     | Vittorio Micolucci   |
| 25 | Italia (bandiera)   | C     | Luigi Giorgi         |
| 32 | Italia (bandiera)   | D     | Paolo Foglio         |
| 33 | Italia (bandiera)   | D     | Gabriele Cioffi      |
| 60 | Italia (bandiera)   | P     | Mirko Pennesi        |
| 61 | Italia (bandiera)   | C     | Fabio Oretti         |
| 62 | Italia (bandiera)   | D     | Lorenzo Pasqualini   |
| 63 | Lettonia (bandiera) | A     | Edgars Gauračs       |
| 64 | Italia (bandiera)   | C     | Davide Raffaello     |
| 65 | Italia (bandiera)   | C     | Francesco Uliano     |
| 66 | Italia (bandiera)   | D     | Giuseppe Bellusci    |
| 67 | Francia (bandiera)  | C     | Olivier N'Siabamfumu |
| 68 | Italia (bandiera)   | C     | Fabio Bizzarri       |
| 69 | Italia (bandiera)   | A     | Antonio Gaeta        |
| 77 | Spagna (bandiera)   | P     | Nicolás Bremec       |
| 85 | Italia (bandiera)   | C     | Leandro Vitiello     |
| 99 | Italia (bandiera)   | A     | Andrea Soncin        |

## Risultati

### Campionato

#### Girone di andata
| Arbitro: | Mazzoleni (Bergamo) |

|                                                    |           |           |
| Soncin 17’, 24’ Bernacci 35’ (rig.) Belingheri 69’ | Marcatori | 77’ Simon |

| Arbitro: | Romeo (Verona) |

|                        |           |             |
| Succi 57’ Chianese 71’ | Marcatori | 82’ Guberti |

| Ascoli Piceno 9 settembre 2007, ore 15:00 3ª giornata | Ascoli           | 0 – 0 | Rimini | Stadio Cino e Lillo Del Duca\| Arbitro: \| Rocchi (Firenze) \| |
| Arbitro:                                              | Rocchi (Firenze) |       |        |                                                                |

| Lecce 15 settembre 2007, ore 16:00 4ª giornata | Lecce             | 0 – 0 | Ascoli | Stadio Via del Mare\| Arbitro: \| Rizzoli (Bologna) \| |
| Arbitro:                                       | Rizzoli (Bologna) |       |        |                                                        |

| Arbitro: | Scoditti (Bologna) |

|            |           |  |
| Cioffi 42’ | Marcatori |  |

| Arbitro: | Lops (Torino) |

|            |           |              |
| Capone 58’ | Marcatori | 71’ Bernacci |

| Arbitro: | Velotto (Grosseto) |

|                                            |           |                      |
| Bernacci 30’ Soncin 73’ (rig.), 76’ (rig.) | Marcatori | 40’ (rig.) Pellicori |

| Arbitro: | Pinzani (Empoli) |

|                      |           |         |
| Cerci 2’ Kutuzov 28’ | Marcatori | 19’ Job |

| Arbitro: | Banti (Livorno) |

|            |           |                               |
| Soncin 71’ | Marcatori | 37’ Luciano 90+2’ Bentivoglio |

| Arbitro: | Tommasi (Bassano del Grappa) |

|                       |           |  |
| Biancolino 49’ (rig.) | Marcatori |  |

| Arbitro: | Cavarretta (Trapani) |

|                                                      |           |                                   |
| Bernacci 48’, 53’ Soncin 56’ (rig.), 73’ Guberti 59’ | Marcatori | 77’ (rig.) Ferretti 84’ Sacilotto |

| Bologna 30 ottobre 2007, ore 20:30 12ª giornata | Bologna           | 0 – 0 | Ascoli | Stadio Renato Dall'Ara\| Arbitro: \| Stefanini (Prato) \| |
| Arbitro:                                        | Stefanini (Prato) |       |        |                                                           |

| Arbitro: | Marelli (Como) |

|                        |           |                |
| Soncin 12’, 27’ (rig.) | Marcatori | 90+1’ Beghetto |

| Arbitro: | Squillace (Catanzaro) |

|                      |           |  |
| Job 23’ Bernacci 62’ | Marcatori |  |

| Arbitro: | Scoditti (Bologna) |

|            |           |           |
| Valeri 64’ | Marcatori | 82’ Pesce |

| Arbitro: | Mazzoleni (Bergamo) |

|              |           |                              |
| Perrulli 89’ | Marcatori | 48’ Corona 55’, 90+4’ Godeas |

| Arbitro: | Pierpaoli (Firenze) |

|                  |           |           |
| Donda 73’ (rig.) | Marcatori | 50’ Pesce |

| Arbitro: | Tagliavento (Terni) |

|  |           |                |
|  | Marcatori | 58’ Caracciolo |

| Bergamo 22 dicembre 2007, ore 16:00 19ª giornata | AlbinoLeffe        | 0 – 0 | Ascoli | Stadio Atleti Azzurri d'Italia\| Arbitro: \| Velotto (Grosseto) \| |
| Arbitro:                                         | Velotto (Grosseto) |       |        |                                                                    |

| Arbitro: | Marelli (Como) |

|              |           |           |
| Perrulli 64’ | Marcatori | 78’ Okaka |

| Arbitro: | Ciampi (Roma) |

|              |           |            |
| Kyriazis 13’ | Marcatori | 59’ Soncin |

#### Girone di ritorno
| Arbitro: | Squillace (Catanzaro) |

|                                   |           |             |
| Dedic 65’ (rig.) T. Bianchi 90+1’ | Marcatori | 86’ Sommese |

| Arbitro: | Cavarretta (Trapani) |

|                                                  |           |  |
| Sommese 21’ Bernacci 45+1’, 50’, 57’ Maniero 73’ | Marcatori |  |

| Arbitro: | Herberg (Messina) |

|                                    |           |  |
| Paraschiv 28’ Vantaggiato 57’, 85’ | Marcatori |  |

| Arbitro: | Velotto (Grosseto) |

|                                  |           |               |
| Belingheri 20’ Soncin 39’ (rig.) | Marcatori | 26’ Zanchetta |

| La Spezia 16 febbraio 2008, ore 16:00 26ª giornata | Spezia          | 0 – 0 | Ascoli | Stadio Alberto Picco\| Arbitro: \| C. Russo (Nola) \| |
| Arbitro:                                           | C. Russo (Nola) |       |        |                                                       |

| Arbitro: | Pinzani (Empoli) |

|             |           |  |
| Guberti 83’ | Marcatori |  |

| Arbitro: | Stefanini (Prato) |

|  |           |                           |
|  | Marcatori | 45+1’ Bernacci 75’ Soncin |

| Arbitro: | Ciampi (Roma) |

|              |           |  |
| Soncin 90+2’ | Marcatori |  |

| Arbitro: | Valeri (Roma) |

|                                |           |              |
| Pellissier 18’ Obinna 40’, 49’ | Marcatori | 14’ Bernacci |

| Arbitro: | Cavarretta (Trapani) |

|             |           |              |
| Guberti 31’ | Marcatori | 45’ D'Aversa |

| Arbitro: | Marelli (Como) |

|                   |           |              |
| Moscardelli 90+5’ | Marcatori | 62’ Bernacci |

| Arbitro: | Bergonzi (Genova) |

|                           |           |                         |
| Soncin 33’ Bernacci 90+5’ | Marcatori | 8’ Bucchi 45’ Marazzina |

| Arbitro: | Scoditti (Bologna) |

|                                   |           |         |
| Venitucci 24’ Beghetto 58’ (rig.) | Marcatori | 37’ Job |

| Arbitro: | Tommasi (Bassano del Grappa) |

|                                    |           |                                     |
| Evacuo 40’ Scarlato 62’ Ischia 70’ | Marcatori | 23’ Guberti 32’ Bernacci 81’ Cioffi |

| Arbitro: | Squillace (Catanzaro) |

|                                            |           |                                                                     |
| Bernacci 29’ Sommese 39’ Soncin 79’ (rig.) | Marcatori | 3’ (aut.) Taibi 13’ Lazzari 16’, 45+3’ Danilevicius 90+2’ Graffiedi |

| Arbitro: | C. Russo (Nola) |

|  |           |                     |
|  | Marcatori | 50’ (rig.) Saverino |

| Arbitro: | Cavarretta (Trapani) |

|                  |           |  |
| Guberti 47’, 63’ | Marcatori |  |

| Arbitro: | Tommasi (Bassano del Grappa) |

|  |           |                                            |
|  | Marcatori | 14’ Saverino 57’ Belingheri 76’, 89’ Pesce |

| Arbitro: | Ciampi (Roma) |

|                                      |           |                           |
| Bernacci 35’ Saverino 50’ Nastos 58’ | Marcatori | 29’ Cellini 88’ Gervasoni |

| Arbitro: | Pierpaoli (Firenze) |

|                       |           |                   |
| Bruno 1’ Biabiany 32’ | Marcatori | 42’ (rig.) Soncin |

| Arbitro: | Salati (Trento) |

|                             |           |             |
| Soncin 2’, 54’ Saverino 24’ | Marcatori | 63’ Minelli |

### Coppa Italia

#### Turni preliminari
| Arbitro: | Scoditti (Bologna) |

|  |           |                  |
|  | Marcatori | 23’, 31’ Guberti |

| Arbitro: | Valeri (Roma) |

|                                   |           |                            |
| Soncin 33’ Melucci 87’ Centi 114’ | Marcatori | 54’ Di Vaio 89’ Papa Waigo |

| Arbitro: | Banti (Livorno) |

|                           |           |               |
| Di Donato 38’ Soncin 121’ | Marcatori | 51’ S. Padoin |

#### Ottavi di Finale
| Arbitro: | Valeri (Roma) |

|             |           |              |
| Guberti 79’ | Marcatori | 30’ Kroldrup |

| Arbitro: | Lops (Torino) |

|                  |           |  |
| Pazzini 60’, 73’ | Marcatori |  |